# Kocsis Gyula
Kocsis Gyula (Budapest, 1949. július 12. – Budapest, 2015. április 19.) etnográfus, történész, helytörténész, kultúrantropológus, habilitált egyetemi docens, az Eötvös Loránd Tudományegyetem Bölcsészettudományi karának oktatója, muzeológus, a ceglédi Kossuth Múzeum igazgatója.
A Magyar Néprajzi Társaság tagja 1977-től (választmányi tag), Jankó János-díj (1984), Györffy István emlékérem (2014), Jászságért díjra többszöri jelölés, Pest Megye Tudományos Díjára felterjesztés

## Életrajz
Anyai ágon bakonycsernyei, szlovák eredetű családból származik. Szülei a Ferencvárosban telepedtek le a Vendel utca 24. sz. alatti házban, ahol József Attila született. Férfi- és női szabóként dolgoztak, az 1940-es évek elejére rövidáru üzletet vásároltak a Rákóczi téren volt. Egyetlen, kései gyermekként született. Gyermekként több nyarat töltött az apai család kibocsájtó falujában, Mátraderecskén, ahol az ötvenes évek paraszti világában még évszázados szokásokat és gesztusokat is megtapasztalt. Megélte a Rákosi-korszak városi nélkülözését is, hiszen a virágzó kis üzletre kivetett hatalmas adóterhektől csak az államosítás által szabadulhattak, és szülei bérmunkássá váltak, egy budai villában vállaltak házmesterséget. Ebben a házban élt és alkotott H. Balázs Éva történész, aki korán felfigyelt a szorgalmas fiúra és érdeklődését a történettudományok irányába terelgette. Hamar kiolvasta az otthoni könyvtárat és ezen túl is az olvasás maradt kedvenc foglalatossága. Középiskolai tanulmányai során találkozott Jámbor Istvánnal, aki számára a magyar nyelv- és irodalmat oktatta, József Attila lett az egyik kedves, sokat idézett költője. Fontos gyermekkori élménye volt az 1956-os forradalom. A Móricz Zsigmond gimnáziumban érettségizett 1967-ben. Az egyetem előtt és után is sorkatonai szolgálatot töltött be, légvédelmi tüzérként, egyebek közt Kalocsán.
A budapesti egyetem bölcsészkarára 1968-ban nyert felvételt történelem-orosz szakra, illetve harmadik szakként a Néprajzi Tanszéken is hallgatott órákat. Eötvös kollégista. Egy év után megvált a nyelvszaktól és történelem-néprajz szakon folytatta tanulmányait. Tálasi István már másodéves korában kiválasztotta az egyik igen nehéz kutatási területre: a magyarországi jász népcsoport történetének kutatására. Professzora tanácsára órákat vett a török tanszéken, elsajátította a szijákat írás alapjait, hogy a magyar hódoltságkori oszmán-török forrásokat eredetiben el tudja olvasni. (A budapesti Néprajzi Intézetben Györffy István 1934-es megjelenésétől kezdődően alakult ki a hagyománya a turkológia iránti érdeklődésnek.) Szakdolgozatát egy jászsági falu, Jászjákóhalma településnéprajzából írta. Nagyon szerette, gyűjtötte a térképeket és maga is számos térképet rajzolt. Barabás Jenő segítségével dolgozhatott a „Bibliográfia a palócok kutatásához” című kötet elkészítésén. Az anyaggyűjtés során alapozta meg a társtudományokban való tájékozottságát, a későbbi évtizedek során is rendszeresen figyelemmel kísérte és használta ezek új kutatási eredményeit. A történelem szakon Szabad György volt legkedvesebb professzora, akivel később szakmai kapcsolatban maradt.  
1970-ben kötött házasságot a jászberényi származású Nagy Varga Verával, akit a néprajz szakon ismert meg. 1971-ben megszületett Gergely fiuk, a család eltartása érdekében a tanulás mellett dolgozott, többek közt éjszakánként az egyik nyomdában volt segédmunkás.

## Muzeológusi és néprajzkutatói pályája
Etnográfus muzeológus és történelem szakos középiskolai tanári diplomájának 1973. évi megszerzését követően a Néprajzi Múzeumban Budapesten, majd a jászberényi Jász Múzeumban dolgozott, megrendezte a múzeum első állandó kiállítását, honismereti táborokat szervezett az ELTE néprajz szakos hallgatói számára. 1974 októberétől a ceglédi Kossuth Múzeumban kezdte meg a szakmai munkát az intézmény vezetőjeként, felesége is követte muzeológusként. 1975-ben született meg második gyermekük, Virág. Évekig a múzeum szolgálati lakásában élt a család. A tudományos igénnyel gyarapított múzeumi könyvtár segítségével készült a Jászságról írott doktori disszertációja.

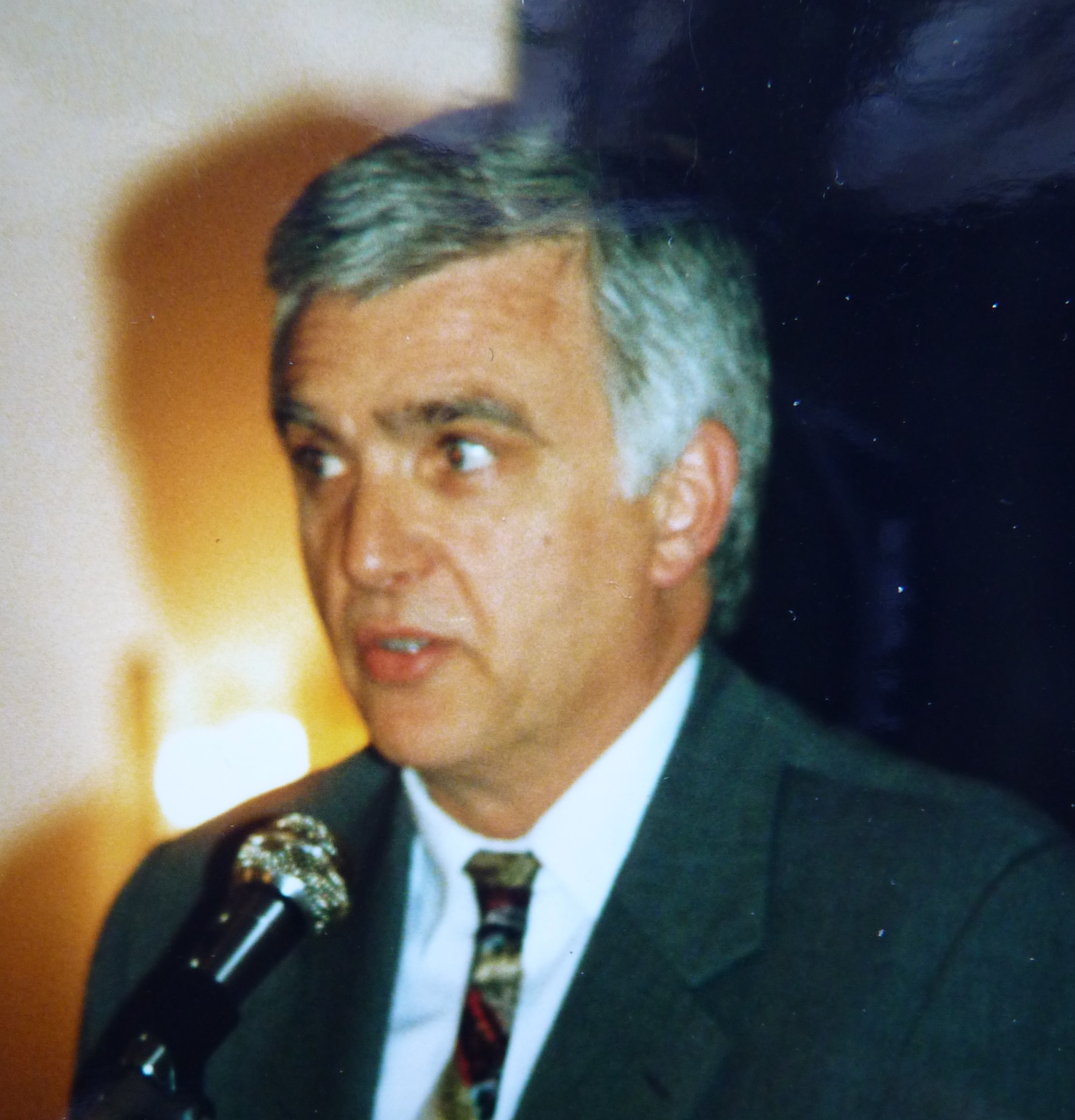

Múzeumi munkáját nagy lelkesedéssel végezte. Terepbejárásokon ismerkedett meg munkahelyének Dél-Pest megyére (a nagykátai, monori, dabasi és ceglédi járásokra) kiterjedő gyűjtőterületével. A ceglédi Kossuth Lajos Gimnáziumban néprajzi szakkört szervezett és tanított a gyűjteménykezelői fakultáción. Az iskola vonzáskörzetéből érkező tanulókkal ismertette meg a hagyományok gyűjtésének és ápolásának jelentőségét és szépségét. Középiskolások és néprajz szakos egyetemi hallgatók számára honismereti táborokat szervezett és vezetett, munkáikból értékes kiadvány született: Gyűjtőúton a Jászságban (1975) címmel Tóth János múzeumigazgató szerkesztésében jelentek meg a dolgozatok, melyben Kocsis Gyula dolgozata: Jászberény települése a XVIII. században. A Galga mentén, a Tápió mentén, a Kiskunság északi részében sok településen tartott néprajzi, honismereti előadásokat, szervezett és folytatott néprajzi gyűjtőmunkát, nem egyszer kisebb régészeti leletmentéseket is. Bírálta a Pest megyei történeti és néprajzi pályamunkákat. Személyének széleskörű ismertsége és helyismerete segítette abban, hogy az 1970-es, 80-as években felélénkülő tájházlétesítési mozgalmat tanácsokkal és személyes közreműködéssel terelje megfelelő mederbe.
A néprajzos muzeológusok megyei csoportjának tagjaként kapcsolódott be a Börzsöny monografikus kutatásába, kezdeményezője és közreműködője volt a Tápió-mente néprajzi kutatásának. Ezt még Tálasi István professzor tanácsára tette, aki felhívta a figyelmét a terület kutatatlanságára. Az Ethnographiában terjedelmes tanulmányban tisztázta a régió falvainak településtörténetét az Árpád-korig visszatekintve. Ötven feletti számú tanulmányban, illetve könyvben tisztázta a régió falvainak település- és népességtörténetét, és a szomszédos, érintkező tájak történeti és néprajzi kérdéseit.
Szakmai eredményei alapján külföldön (Finnországban, Bulgáriában, Romániában, Jugoszláviában), illetve külföldiek részvételével rendezett hazai konferenciákon vett részt. Előadásainak egyik kiemelkedő témája volt Cegléd mezőváros és környezetének kulturális kapcsolatrendszere, mellyel angol nyelvű publikációkkal is ismertté tette Cegléd nevét.         
A Kossuth Múzeum kiállításait igényes programot alkotva magas szakmai színvonalra emelte, országosan elismertté tette, és ennek eredményeként az 1970-es évek végén elsőként sikerült jó munkakapcsolatot kialakítania a nagy egyházi gyűjteményekkel.  Szerkesztője és gyakran szerzője is volt a tudományos műhelyekben szakmai rangot kivívott Ceglédi Füzetek kiadványsorozatnak. 33 évig, 1974-től 2007-ig vezette a Kossuth Múzeumot, majd 2012-ig még etnográfusként dolgozott a múzeumban. A gyűjteményeket sok száz tárggyal gyarapította. Levéltári kutatásokat végzett az új állandó kiállítás felépítéséhez. A ceglédi múzeumban irányította a hagyományosan jelentős Kossuth-kultusz ápolását. 1998-ban kiállítást rendezett a torinói városi múzeumban, és egy ceglédi küldöttséggel megkoszorúzta a „Turini remete”, az emigráns kormányzó mellszobrát. Az ő kezdeményezésére jelent meg a múzeumbaráti kör kiadványa, a Turini Százas Múzeumbaráti kör értesítője. Megírta a „Turini Százas küldöttség” történetét, illetve a Kossuth kultuszt ápoló múzeumbaráti kör titkára volt. Közbenjárt, hogy a Kossuth kultusz hagyománya 2014-ben bekerüljön az UNESCO Szellemi Kulturális Örökség Nemzeti jegyzékébe. Kiemelkedő időszaki kiállításai voltak egyebek közt „A dob története”, amely Kármán Sándort később önálló múzeum alapítására ösztönözte, és a Patkós Irma ceglédi színésznő életét feldolgozó tárlat. Kutatói személyiségének fejlődésére nagy hatással volt a múzeumbaráti kör idős, sokat szenvedett, a Rákosi korban kuláknak bélyegzett gazdákkal való elmélyült kapcsolat és barátság. Pekár István filmrendező néhány éve bemutatott Kulákok c. filmjének egyik felkért szakértőjeként mutatkozott be a hazai nyilvánosság előtt.
1994-ben a ceglédi önkormányzati választásokon polgármester-jelöltként is indult.

## Oktatói munkája
Az Eötvös Loránd Tudományegyetem Bölcsészettudományi karán a Tárgyi Néprajzi Tanszéken 1988 őszén Barabás Jenő és Paládi-Kovács Attila felkérésére kezdett tanítani, tíz évvel azután, hogy professzora, Tálasi István nyugdíjba ment. (Tálasi iskolateremtő, kutató generációkat útnak indító tanár volt, tanítványait az alaposság, a források kritikai szemlélete is jellemzi.)
2002-ben „summa cum laude” minősítéssel védte meg doktori disszertációját: A Jászság társadalma, népessége, gazdálkodása a 16-17. században. E fontos mongoráfiát az Akadémiai Kiadó is megjelentette. Még ebben az évben felterjesztették docensi címre, de csak 2006-ban kaphatta meg. 2007-ben a kari vezetés a Tárgyi Néprajz tanszék vezetésével bízta meg. 2009. november 12-én tartotta meg Az európai paraszti család-háztartás demográfiai viselkedésének vizsgálata című habilitációs előadását. Agráretnográfiai, társadalomnéprajzi, jogi néprajzi, történeti demográfiai, családtörténeti kutatásokat végzett. Történészi munkássága is maradandó.
Kollégiumokat tartott az anyagi kultúra több témakörében (földművelési, állattartási, történeti kurzusok), emellett társadalomnéprajzi, társadalomtörténeti előadásokat tartott. Néprajzi alapismeretekre tanította a történész hallgatókat. Az előadások mellett számos szemináriumot vezetett, szakdolgozókat segített, illetve több gyűjtési és muzeológiai gyakorlatot és tanszéki kirándulást megszervezett. Kedveltek voltak speciális kollégiumai, amelyeket legkedvesebb témáiból tartott, mint az Alföld határhasználati rendszere, az alföldi szabadalmas kerületek történeti néprajza, forráskritika stb. Kiválóan fotózott, nagyszámú kitűnő képet és diafelvételt hagyott hátra. Az 1996-ban elindított európai etnológiai doktori képzésbe is bekapcsolódott oktató- és témavezetőként is. 2012-ben nyugdíjazta az ELTE BTK. Nyugdíjazása után is folytatta kutatásait. Azonban a levéltárakban, múzeumi raktárakban töltött évtizedek alatt tüdejében felhalmozódó finom por miatt légzése, majd általános egészsége egyre romlott.
Diákjai körében tudása és segítőkészsége okán igen kedvelt volt. Tiszteletük jeleként kiállítással és tanulmánykötettel is köszöntötték, mely kedves népdala egyik sorára utalva, a Jászberényi huszár címet viseli, s melyet főképp a szemináriumaira készült dolgozatok továbbfejlesztett változataiból állítottak össze (Jászberényi huszár. Hallgatói tanulmányok Kocsis Gyula 60. születésnapjára. Szerk. Hubai Gabriella, Budapest, 2009).

## Fontosabb publikációi
- 1973 A Szabadtéri Néprajzi Múzeum építését és berendezését szolgáló kérdőívekről. Honismereti Híradó. 1973/3-4. 189-191.
- 1974 A jászberényi városi tanács település- és építkezésszabályozó tevékenysége a 18. század második felében. IN: HOFER Tamás – KISBÁN Eszter – KAPOSVÁRI Gyula (szerk.): Paraszti társadalom és műveltség a 18-20. században. II. Mezővárosok. Budapest-Szolnok, 97-102.
- 1974 A szálláskertes településtípus XVIII. századi történetéhez. Szabadszállás. Ethnographia LXXXV, 61-64.
- 1974 Jászjákóhalma gazdaság- és néptörténetéből. IN: TÓTH János (szerk.): Jubileumi Évkönyv a Jász Múzeum alapításának 100. évfordulójára. Jászberény, 43-70.
- 1975 Bibliográfia a palócok kutatásához. Palóc kutatás. Módszertani közlemények 20. Eger.
- 1975 Jászberény települése a XVIII. században. IN: TÓTH János (szerk.): Néprajzi gyűjtőúton a Jászságban. Szemelvények a jászsági nyári néprajzi gyűjtőtábor résztvevőinek adatgyűjtéséből. Jászberény, 5-13.
- 1977 Kocsis Gyula – Nagy Varga Vera: Perőcsény és Vámosmikola állattartása. Studia Comitatensia V. 93-127.
- 1978 A jákóhalmi szérűskertek élete a 18-19. században. Szolnok Megyei Múzeumi Évkönyv. Szolnok, 183-202.
- 1979 A Tápió mente falvainak népe, gazdálkodása, települése a XVI-XVII. században. Ethnographia XC. 15-41.
- 1982 A város a jobbágyfelszabadítástól az első világháborúig. IN: IKVAI Nándor (szerk.): Cegléd története. Studia Comitatensia XI. Szentendre, 215-262.
- 1984 Kecel gazdaság- és társadalomtörténete 1848-tól 1918-ig. IN: BÁRTH János (szerk.): Kecel története és néprajza. Kecel, 329-383.
- 1985 A Tápió-vidék településtörténete a XIII. századtól. IN: IKVAI Nándor (szerk.): Tápió mente néprajza. Studia Comitatensia XV-XVI. Szentendre, 67-155.
- 1987 Egy mezővárosi család gazdasági-társadalmi törekvései Cegléden (1730-1930). IN: IKVAI Nándor (szerk.): Életmódkutatások Pest megyéből. Studia Comitatensia XVIII. Szentendre, 143-185.
- 1987 Marriage connections between market-town and village Calvinists int he 18 and 19 centuries. IN: PALÁDI-KOVÁCS Attila – SZARVAS Zsuzsanna (szerk.): Village and town: The second Finnis-Hungarian Symposium on Ethnology Budapest-Noszvaj, Augusztus 25-31, 1986. Budapest, 111-120.
- 1988 Hagyatéki leltárak. Cegléd 1850-1900. Mezővárosi és falusi községek iratai. Inventáriumok 2. /Ceglédi füzetek 24./ Cegléd.
- 1988 Hartyányi Zoltán – egy elfelejtett néprajzi gyűjtő. Forrás 1988/12. 70-74.
- 1988 Kocsis Gyula – Nagy Varga Vera: Háromváros-e a három város? A ceglédi református anyakönyvek vizsgálatának társadalomnéprajzi tanulságai. Ethnographia XCIX. 395-400.
- 1989 Farkas István ceglédi gazda kéziratos számadáskönyve. IN: ÉGETŐ Melinda – FILEP Antal (szerk.): Történeti-néprajzi források a XVIII-XIX. századból (Documentatio ethnographica). Budapest, 175-206.
- 1989 Kocsis Gyula – Nagy Varga Vera: A ceglédi református iparosság házassági kapcsolatrendszere a 19. században az anyakönyvek alapján. IN: Kézművesipartörténeti Szimpózium (Veszprém, 1988). Veszprém, 215-224.
- 1991 A gyászjelentés szerepe egy mezővárosi társadalom kapcsolatrendszerében. Ethnographia CII. 147-159.
- 1991 A XVI. századi jászsági állattartás néhány vonása. IN: HALÁSZ Péter (szerk.): A Duna menti népek hagyományos műveltsége. Tanulmányok Andrásfalvy Bertalan tiszteletére. Budapest, 197-202.
- 1992 Ceglédi katolikusok többcsaládos háztartásai a XVIII. század második felében. IN: MOHAY Tamás (szerk.): Közelítések. Néprajzi, történeti, antropológiai tanulmányok Hofer Tamás 60. születésnapjára. Debrecen, 187-198.
- 1992 The function of mourning cards int he connections system of a market town community. IN: YLIAHO, Timo (szerk.): Social networks: The third Finnish-Hungarian Symposium on Ethnology in Konnevesi 2O.-25.8.1989. Vol. 2. Ulvila, 53-60.
- 1993 Az érsekújvári hídvámjegyzék (Adatok a 16. század végi élőállat kivitelről).IN: IVÁNYOSI-SZABÓ Tibor (szerk.:)Bács-Kiskun megye múltjából XII. Kecskemét, 287-359.
- 1993 Pusztabérletek a Jászságban a XVI-XVII. században (Közösségi-, társas- és egyéni formák). Ethnographia CIV. 393-403.
- 1993 Social network, Prestige, Aspirations. IN: SZARVAS Zsuzsa (szerk.): Interacting communities : Studies on some aspects of migration and urban ethnology : The Fourth Finnish-Hungarian Symposium on Ethnology /Veszprém - Budapest, 1992./ Budapest, 229-236.
- 1993 Történeti és néprajzi tanulmányok Ceglédről (szerk.). /Ceglédi füzetek 28./ Cegléd.
- 1994 A jászsági kiváltságok tartalmának változása a török hódoltság alatt. A központi irányítás és a helyiek együttműködésének egy példája. IN: KISBÁN Eszter (szerk.): Parasztkultúra, populáris kultúra és a központi irányítás : Tanulmányok. Budapest, 129-137.
- 1994 Malmok, molnárok és malombirtokosok a XIX. században Cegléden. IN: NOVÁK László (szerk.): Néprajzi tanulmányok Ikvai Nándor emlékére 2. Studia Comitatensia XXIV. Szentendre, 77-91.
- 1995 Adatok Cegléd történeti demográfiájához a XVIII. században, különös tekintettel a katolikus beköltözésre. IN: FARKAS Rozália (szerk.): Gazdaság- és társadalomtörténeti tanulmányok. Studia Comitatensia XXV. Szentendre, 235-264. (szerk.) Alkalmazkodás, ellenállás, mobilitás. /Ceglédi füzetek 30./ Cegléd (közread.) Asztalos István: Bakanapló. IN: FARKAS Rozália (szerk.): Gazdaság- és társadalomtörténeti tanulmányok. Studia Comitatensia XXV. 217-234.
- 1996 Egy mezővárosi gazdálkodó család hat nemzedékének sikeres és sikertelen mobilitási kísérletei. IN: UŐ. (szerk.): Alkalmazkodás, ellenállás, mobilitás. /Ceglédi füzetek 30./ Cegléd, 5-48.
- 1996 (szerk.) 1100 esztendő kincsei, értékei Pest megye közgyűjteményeiben. Cegléd.
- 1996 (szerk.) ’56 Cegléden. (Visszaemlékezések, dokumentumok). /Ceglédi füzetek 32.) Cegléd.
- 1996 Abony gazdaság-, társadalom- és művelődéstörténete a török kiűzésétől a jobbágyfelszabadításig. IN: FARKAS Rozália (szerk.): Művelődéstörténeti tanulmányok [Pest megye]. Studia Comitatensia XXVI. Szentendre, 395-443.
- 1996 A Ceglédi Százas Küldöttség. IN: UŐ. (szerk.): 1100 esztendő kincsei, értékei Pest megye közgyűjteményeiben. Cegléd, 65-68.
- 1996 Cegléd és környéke egy 1567-es térképen. IN: UŐ. (szerk.): 1100 esztendő kincsei, értékei Pest megye közgyűjteményeiben. Cegléd, 46-50.
- 1997 (szerk.) Hagyatéki iratok: Cegléd 1755-1820. /Ceglédi füzetek 33.) Cegléd.
- 1998 A jászsági társadalom rétegei a 14-16. században. Népi Kultúra – Népi Társadalom XIX. 27-41.
- 2000 Önigazgatás, közigazgatás. IN: PALÁDI-KOVÁCS Attila (szerk.): Magyar néprajz VIII. Társadalom. Budapest, 585-597.
- 2001 A jászberényi népesség a XVII. század végén a római katolikus anyakönyvek és a Pentz-féle összeírás tükrében. IN: LACKOVITS Emőke – MÉSZÁROS Veronika (szerk.): Népi vallásosság a Kárpát-medencében 5/2. : Konferencia Pápán 1999. június 22-24. Veszprém, 259-270.
- 2001 A paraszti üzemszervezet és háztartásszerkezet változásainak összefüggései Cegléden (demográfiai adatok 1770-1785). IN: KORKES Zsuzsa (szerk.): Kutatások Pest megyében. Tudományos konferencia 3. /Pest megyei múzeumi füzetek, Új sorozat 6./. Szentendre, 59-88.
- 2001 Gazdálkodás a Jászságban a 16-17. században. Szántóművelés. IN: BALI János – JÁVOR Kata (szerk.): Merítés. Tanulmányok Szilágyi Miklós tiszteletére. Budapest, 153-177.
- 2002 Jászságiak migrációja a 16-17. században. IN: HÁLA József – SZARVAS Zsuzsa – SZILÁGYI Miklós (szerk.): Számadó. Tanulmányok
- 2002 Paládi-Kovács Attila tiszteletére. Budapest, 249-261.
- 2002 Településpusztulás és népességfogyás a Duna-Tisza közén a török korban. IN: BÁRTH János (szerk.): Ezer év a Duna-Tisza közén : A Bács-Kiskun Megyei Önkormányzat Múzeumi Szervezete által 2001. április 25-26-án Kecskeméten rendezett Millenniumi Tudomány konferencia előadásai és korreferátumai. Kecskemét, 41-52.
- 2002 Kecskemét története a török hódoltság idején. IN: BÁRTH János (szerk.): Kecskemét története 1849-ig. Kecskemét, 173-202.
- 2002 (főszerk.) Szentpéteri József. Magyar kódex 3. Szultán és császár birodalmában. Magyar művelődéstörténet. Kossuth kiadó. CD-rom melléklettel
- 2003 Jászsági autonómiák szórvány emlékei a 16-17. századból. IN: BÁNKINÉ MOLNÁR Erzsébet (szerk.): Autonóm közösségek a magyar történelemben. A Kiskun Múzeumban rendezett konferencia előadásai (2003. május 22-23.) /Bibliotheca Cumanica 4./ Kiskunfélegyháza, 141-148.
- 2004 Családrekonstrukciós vizsgálatok a XVIII. század második felében. IN: FARKAS Rozália (szerk.): Néprajzi történeti tanulmányok. Studia Comitatensia XXIX. 41-48.
- 2004 Családrekonstrukciós vizsgálatok a XVIII. század második felében Cegléden. IN: PÓCS Éva (szerk.): Múlt és Jelen: Tudományos konferencia a Pécsi Tudományegyetem Néprajz Tanszékének 10 éves jubileumán 2001. szept. 17-18-án. Budapest, 67-82.
- 2004 Szőlőbirtoklás, bortermelés Cegléden a XVIII. század utolsó harmadában. IN: FARKAS Rozália (szerk.): Néprajzi történeti tanulmányok. Studia Comitatensia XXIX. 17-39.
- 2005 A Jászság társadalma, népessége, gazdálkodása a XVI-XVII. században. Budapest.
- 2008 Társadalmi kapcsolatháló a mezővárosi elit 18. századi keresztkomasági rendszerében (Cegléd 1770-1790). Az egyházi anyakönyvek a néprajzi, társadalomtörténeti, történeti demográfiai kutatásokban. In: Czoch Gábor – Horváth Gergely Krisztián – Pozsgai Péter (szerk.): Parasztok és polgárok. Tanulmányok Tóth Zoltán 65. születésnapjára. 282-303. Budapest.
- 2009 „Csak mostanában keres ott, ahová nem tett” (Az 1836. évi IV. törvény 6. §-nak hatása a Pest megyei jobbágyok földhöz való viszonyára). In: Bali János (szerk:): Élet/út/írások. Szilágyi Miklós tiszteletére. (2009) ISBN:9789635670390 pp. 104-121
- 2014 A város a török hódoltság idején (1526-1699). In: Pethő László (főszerk.): Jászberény története a kezdetektől a reformkorig. Jászberény. 77-134.